# بیافلور
بییافلر دهستانی در استان آبیلای اسپانیا است.
در این دهستان ۱۶۴ نفر زندگی می‌کنند. مساحت این دهستان ۱۸٫۶۷ کیلومتر مربع است.